# Ель-Кубо-де-Дон-Санчо
Ель-Кубо-де-Дон-Санчо (ісп. El Cubo de Don Sancho) — муніципалітет в Іспанії, у складі автономної спільноти Кастилія-і-Леон, у провінції Саламанка. Населення — 501 особа (2010).
Муніципалітет розташований на відстані близько 230 км на захід від Мадрида, 55 км на захід від Саламанки.
На території муніципалітету розташовані такі населені пункти: (дані про населення за 2010 рік)
- Куарто-дель-Піно: 1 особа
- Ель-Кубо-де-Дон-Санчо: 499 осіб
- Ітуеро-де-Уебра: 1 особа
- Рольянехо: 0 осіб
- Вільйорія-де-Буенамадре: 0 осіб

## Демографія
Динаміка населення (INE ):

## Зовнішні посилання
- Провінційна рада Саламанки: індекс муніципалітетів [Архівовано 23 квітня 2009 у Wayback Machine.]
- Посилання на Google Maps